# ۶ جمادی‌الثانی
۶ جمادی‌الثانی، ششمین روز از ماه جمادی‌الثانی در تقویم هجری قمری است.
در تقویم هجری قمری قراردادی این روز صد و پنجاه و چهارمین روز سال است.